# Józef Maria Rubio Peralta
Józef Maria Rubio Peralta SJ, (hiszp.) José María Rubio Peralta (ur. 22 lipca 1864 w Dalías, zm. 2 maja 1929 w Aranjuez) – święty katolicki, ksiądz, spowiednik.
Urodzony w wielodzietnej rodzinie rolnika Franciszka i Mercedes Rubio Peralta. Odbył studia teologiczne, a w 1897 obronił doktorat z prawa kanonicznego w Toledo. Po złożeniu święceń kapłańskich (1887) pracował jako wikariusz w Chinchón, a następnie w Estremera, pełnił obowiązki kapelana zakonnic w Madrycie i wykładowcy w seminarium.
Do Towarzystwa Jezusowego wstąpił w 1906 roku poświęcając się pracy na rzecz najuboższych mieszkańców okolic Madrytu. Na terenie swojej działalności duszpasterskiej prowadził ewangelizację poprzez głoszenie kazań i spowiedź.
Posiadał dar prorokowania i bilokacji.
Jego beatyfikacja odbyła się w Rzymie 6 października 1985 roku, a kanonizowany został w Madrycie 4 maja 2003 przez papieża Jana Pawła II.
Jego wspomnienie obchodzone jest 2 maja.